# Cero39
Cero39 es un proyecto de música electrónica proveniente de la ciudad de Bogotá, Colombia. 
Sus producciones se destacan por mezclar sonidos latinos como la cumbia y dembow con géneros como el House, Techno y Dubstep. 

## Historia
En 2007, Mauricio Álvarez pasó poco más de tres años viajando por el campo colombiano entre el río Magdalena y el océano Atlántico y absorbiendo la miríada de sonidos y estilos musicales que encontró en sus viajes. Se instaló en la ciudad caribeña de Barranquilla donde se convirtió en el artista hoy reconocido como Cero39 (un homenaje al tema clásico del mismo nombre del
artista vallenato Alejandro Durán). 
El proyecto Cero39 se inició en 2012 con un disco que fusionaba ritmos tropicales y electrónicos, reflejando las experiencias y vivencias de Mauricio en sus viajes. El álbum "Móntate en el Viaje" proclamaba su sensibilidad a los valores encontrados en sus travesías, desde carnavales hasta encuentros con campesinos y pescadores.
En los siguientes años, Cero39 continuó evolucionando. "Vaciles Casuales" (2013) exploró sonidos minimalistas y detallistas, influenciados por experiencias en Perú, Río de Janeiro y la deconstrucción de la cumbia de río. Remixes como "Bye Bye" ampliaron su alcance internacional, llevando su sonido a Alemania de la mano de Chusma Records.

## Colaboraciones destacadas
Cero39 ha destacado por sus numerosas colaboraciones, tanto a nivel latinoamericano como internacional. Colaboraciones con artistas como Mula, Mediopicky, Toy Selectah, Dengue Dengue Dengue!, Buendía y el dúo japonés Hifana han llevado su sonido a nuevos niveles y rincones del mundo.  

## Impacto y Reconocimiento
Aunque enfrenta el desafío de destacar en un mercado colombiano dominado por géneros como el vallenato y reguetón, Cero39 ha logrado reconocimiento internacional, participando en más de 50 festivales en todo el mundo.

## Discografía

### Álbumes
- 2012: "Móntate en el viaje! " LP
- 2012: "Móntate en el viaje! (Instrumental)" LP
- 2013: "Volador Remixes" LP
- 2013: "Es posible" LP
- 2016: "Moni moni" LP
- 2019: "6" LP
- 2024: "R-A-B-I-A" LP

### EP
- 2012: "Volador! " EP
- 2013: "Bye Bye" EP
- 2013: "Vaciles casuales" EP
- 2013: "Móntate en el viaje" EP
- 2017: "Moni moni" EP
- 2017: "Mis tierras calientes" EP
- 2018: "Live Masters" EP
- 2018: "Colto" EP
- 2018: "Remixes" EP

### VIDEOCLIPS
- 2013: "Ole Tú! La de la cachuchita "
- 2017: "Múcura"
- 2017: "Boni Meloni"
- 2017: "PAU feat Victor R"
- 2017: "La Cura feat MULA"
- 2017: "Mis tierras calientes"